# Bunge (släkt)
Bunge var en svensk adelsätt som härstammade från Tyskland.

## Historik
Ättens stamfader är en Jakob Bunge som var amtman i Holstein på 1500-talet. Ätten inkom till Sverige med dennes son, Jakob Jakobsson Bunge, som slog sig ned i Gävle där han blev arrendator av tullarna. Hans hustru var Anna Martens från Tyskland. Deras son Mårten Bunge var handelsborgmästare i Stockholm och preses i Ämbetskollegium, och hade till första hustru Margareta Jernstedt, vars mor, Barbro Hising, var dotter till rådmannen Mikael Hising av släkten Hising och en Bureättling. Deras dotter Margareta Bunge var gift Kalling och blev stammoder till den ätten, samt mor till Pehr Kalling. Deras andra dotter Magdalena Bunge var gift med Göteborgs borgmästare Anders Spalding och med revisionssekreteraren Jacob Hjelmberg, och blev sålunda stammoder till adliga ätten Hjelmberg som dock inte levde vidare efter hennes barn. Deras tredje dotter Anna var gift med Jacob Lang och var stammoder till adliga ätten Lagercreutz. Dottern Barbro var gift med Stockholms borgmästare Gustaf Nilsson Holmström.
Mårten Bunge fick två söner med Margareta Jernstedt, Jacob och Henrik Bunge. Jacob Bunge var borgarståndets talman i riksdagen och justitieborgmästare i Stockholm. Hans barn med hustrun Anna Margareta Engelcrona, adlades 1720 med namnet Bungencrona.
Dennes bror Henrik Bunge var statssekreterare och adlades först med bibehållet namn 1710, varefter han 1719 introducerades på nummer 1448.

## Friherrliga ätten Bunge
Henrik Bunge upphöjdes sedan till friherre 1731, och hans söner introducerades 1746 på nummer 214.
Henrik Bunge var gift med Engel Lohe, dotter till Johan Lohe, men deras barn avled i ung ålder. Hon avled efter elva års äktenskap, och Bunge gifte om sig efter ett par år med Catharina Caménsköld, dotter till Sven Caméen och Helena Cederström. Henrik Bunges son Carl Bunge var landshövding i Västernorrland, och slöt den friherrliga ätten på svärdssidan 1816 sedan hans son, ministern Carl Bunge, avlidit utan levande barn 1812.

## Grevliga ätten Bunge
Henrik Bunges son med Catharina Caménsköld, Sven Bunge, upphöjdes till greve 1782 och introducerade på nummer 102. Den grevliga ätten slöts på svärdssidan av dennes son Mårten Bunge 1815.